# Cucut cendrós
El cucut cendrós (Coccycua cinerea) és una espècie d'ocell de la família dels cucúlids (Cuculidae) que cria en zones de boscos i matolls sud-americans al Paraguai, sud del Brasil, Uruguai i nord de l'Argentina.